# 말라위 올림픽 코먼웰스 게임 협회
말라위 올림픽 코먼웰스 게임 협회(영어: Olympic and Commonwealth Games Association of Malawi)는 말라위를 대표하는 국가 올림픽 위원회이다. IOC 코드는 MAW이다. 본부는 블랜타이어에 있으며 아프리카 국가 올림픽 위원회 연합에 소속되어 있다.
1968년에 설립되었으며 같은 해에 국제 올림픽 위원회의 승인을 받았다. 올림픽, 올아프리카 게임, 코먼웰스 게임을 비롯한 국제 스포츠 대회에 참가하는 말라위의 선수들을 대표한다.